# حجاي هداس
حجاي هداس (بالعبرية: חגי הדס‏) من مواليد 7/8/1953، مسؤول استخبارات إسرائيلي شغل منصب منصب مدير وحدة كيدون وهو جهاز النخبة داخل الموساد المكلف بعمليات الاغتيالات، ونائب رئيس الموساد حتى عام 2005 وفي عام 2009 عين من قبل بنيامين نتانياهو كمفاوض بقضية الجندي المخطوف جلعاد شاليط  كما أنه كلف بموضوع المهاجرين الأفارقة  إلى إسرائيل من أجل وضع حل لهم وترحيلهم إلى الدول التي وفدو منها 

## حياته
نشأ في مستعمرة ميرتل بيت ألفا، له ثلاثة أشقاء. درس في المؤسسة التعليمية جلبوع شغل، وانضم إلى جيش الاحتلال الإسرائيلي في عام 1971 و تطوع في قوات المظللين، شارك بدورة قائد سرية مشاة ودورة ضباط المشاة . ثم التحق القوات الخاصة. وقاد عمليات خاصة للموساد وجيش الاحتلال الإسرائيل

## كيدون
عين هداس في منصب رئيس "قيصرية "قسم العمليات الخارجية في جهاز الموساد، شارك بعدد كبير من الاغتيالات من ضمنها خليل الوزير في تونس وفتحي الشقاقي في مالطا و المحاولة الفاشلة لخالد مشعل في الأردن. وفي 2002 تقاعد من الخدمة بعد خلافات مع رئيس جهاز الموساد إفرايم هليفي.
وبعد تعيين مائير داغان، عاد حجاي هداس إلى الخدمة في جهاز الموساد وعين نائبا لرئيس الموساد، وفي 2005 تقاعد مرة أخرى وعمل في مجال المشاريع التكنولوجية في مجال الإنترنت.
حجاي هداس حاصل على شهادة البكالوريوس في الاقتصاد من الجامعة العبرية في القدس، متزوج ولديه ثلاثة أطفال.